# Kivuruga (Sektor)
Kivuruga ist einer von 19 Sektoren des Distrikts Gakenke in der Nordprovinz von Ruanda.

## Geographie
Der Sektor hat eine Fläche von 31,4 km² und liegt auf einer Höhe von etwa 1970 m. Er unterteilt sich in die fünf Zellen Cyintare, Gasiza, Rugimbu, Ruhinga und Sereri. Nachbarsektoren sind im Norden Gashaki, im Nordosten Kamubuga, im Osten Nemba, im Südosten Gakenke, im Südwesten Busengo und im Nordwesten Cyabingo.

## Bevölkerung
Nach Stand der Volkszählung von 2022 liegt die Einwohnerzahl bei 19.967. Zehn Jahre zuvor waren es 18.226, was einem jährlichen Bevölkerungszuwachs von 0,9 Prozent zwischen 2012 und 2022 entspricht.

## Verkehr
Durch den Sektor verläuft die Nationalstraße 2. Von dieser aus geht ab den Orten Kivuruga und Buranga jeweils eine District Road nach Nordosten ab, wovon lediglich die östliche Stand 2022 asphaltiert ist.

## Gesundheitswesen
Im Sektor befindet sich das Bushoka Health Center.